# Borgo San Giovanni
Borgo San Giovanni est une commune italienne d'environ 2 100 habitants située dans la province de Lodi, dans la région Lombardie, dans le Nord-Ouest de l'Italie.

## Géographie
Le village de Borgo San Giovanni se trouve, à peu près, à 6-7 kilomètres du chef-lieu de la province, Lodi, proche de la sortie Lodi de l'autoroute, et sur la rive gauche du fleuve Lambro.

## Histoire
Au Moyen Âge, Borgo San Giovanni a appartenu à Dom Aribert d'Intimiano, évêque de Lodi. Ensuite, au XVIIe siècle, à la famille Masserani.
Jusqu'en 1929, le nom de la commune était Cà Zimani (Maison de la famille Zimani), quand il fut changé en Borgo Littorio par le régime fasciste. Son nom actuel, lui a été finalement attribué en 1945, en l'honneur du saint protecteur du village.

## Économie
L'activité économique du village est surtout agricole, avec des élevages de porcs et des vaches, mais la commune compte aussi de petites industries. 

## Monuments
L'unique monument important est l'église paroissiale, en style néogothique.

## Administration
| Période                                  | Période | Identité | Étiquette | Qualité |
| ---------------------------------------- | ------- | -------- | --------- | ------- |
|                                          |         |          |           |         |
| Les données manquantes sont à compléter. |         |          |           |         |

### Hameaux
Ca’ dell’Acqua

### Communes limitrophes
Lodi Vecchio, Salerano sul Lambro, Pieve Fissiraga, Castiraga Vidardo, Sant'Angelo Lodigiano